# رنجقان (زرين أردكان)
رنجقان (بالفارسية: رنجقان) هي قرية تقع في إيران في Zarrin Rural District. يقدر عدد سكانها بـ 18 نسمة .